# 伊藤寿朗
伊藤 寿朗（いとう としろう、1947年（昭和22年） - 1991年（平成3年）3月29日）は、日本の学者。専門は博物館学。東京学芸大学助教授。

## 略歴
1947年（昭和22年）、神奈川県横浜市に生まれる。1970年（昭和45年）に法政大学社会学部社会学科を卒業する。
野間教育研究所兼任所員を経て、1989年（平成1年）に東京学芸大学助教授に就任する。
1991年（平成3年）3月29日、胃がんにより死去、44歳。

## 人物
博物館を市民交流の場にしようと博物館問題研究会を結成する。博物館の変革を唱えた先駆者であり、死の直前まで口述筆記させて原稿を書き続けた。

## 著書
- 『ひらけ、博物館』（岩波書店、1991）
- 『市民のなかの博物館』（吉川弘文館、1993）

## 共著
- 『博物館概論』森田恒之（学苑社、1978）

## 監修
- 『博物館基本文献集（1~9巻）』（大空社、2006/7/19）
- 『博物館基本文献集（10‐21、別巻）』（大空社、2006/12/30）